# Innocent Maela
Innocent Maela (Witbank, 14 agosto 1992) è un calciatore sudafricano, difensore degli Orlando Pirates e della nazionale sudafricana.

## Statistiche

### Cronologia presenze e reti in nazionale
| Cronologia completa delle presenze e delle reti in nazionale ― Sudafrica | Cronologia completa delle presenze e delle reti in nazionale ― Sudafrica | Cronologia completa delle presenze e delle reti in nazionale ― Sudafrica | Cronologia completa delle presenze e delle reti in nazionale ― Sudafrica | Cronologia completa delle presenze e delle reti in nazionale ― Sudafrica | Cronologia completa delle presenze e delle reti in nazionale ― Sudafrica | Cronologia completa delle presenze e delle reti in nazionale ― Sudafrica | Cronologia completa delle presenze e delle reti in nazionale ― Sudafrica |
| Data                                                                     | Città                                                                    | In casa                                                                  | Risultato                                                                | Ospiti                                                                   | Competizione                                                             | Reti                                                                     | Note                                                                     |
| ------------------------------------------------------------------------ | ------------------------------------------------------------------------ | ------------------------------------------------------------------------ | ------------------------------------------------------------------------ | ------------------------------------------------------------------------ | ------------------------------------------------------------------------ | ------------------------------------------------------------------------ | ------------------------------------------------------------------------ |
| 24-3-2018                                                                | Ndola                                                                    | Zambia                                                                   | 0 – 2                                                                    | Sudafrica                                                                | Amichevole                                                               | -                                                                        |                                                                          |
| 20-11-2018                                                               | Durban                                                                   | Sudafrica                                                                | 1 – 1                                                                    | Paraguay                                                                 | Amichevole                                                               | -                                                                        |                                                                          |
| 24-3-2019                                                                | Sfax                                                                     | Libia                                                                    | 1 – 2                                                                    | Sudafrica                                                                | Qual. Coppa d'Africa 2019                                                | -                                                                        | 4’                                                                       |
| 13-10-2019                                                               | Port Elizabeth                                                           | Sudafrica                                                                | 2 – 1                                                                    | Mali                                                                     | Amichevole                                                               | -                                                                        |                                                                          |
| 8-10-2020                                                                | Durban                                                                   | Sudafrica                                                                | 1 – 1                                                                    | Namibia                                                                  | Amichevole                                                               | -                                                                        |                                                                          |
| 11-10-2020                                                               | Durban                                                                   | Sudafrica                                                                | 1 – 2                                                                    | Zambia                                                                   | Amichevole                                                               | -                                                                        | 67’                                                                      |
| 13-11-2020                                                               | Johannesburg                                                             | Sudafrica                                                                | 2 – 0                                                                    | São Tomé e Príncipe                                                      | Qual. Coppa d'Africa 2021                                                | -                                                                        |                                                                          |
| 25-3-2021                                                                | Johannesburg                                                             | Sudafrica                                                                | 1 – 1                                                                    | Ghana                                                                    | Qual. Coppa d'Africa 2021                                                | -                                                                        |                                                                          |
| 28-3-2021                                                                | Omdurman                                                                 | Sudan                                                                    | 2 – 0                                                                    | Sudafrica                                                                | Qual. Coppa d'Africa 2021                                                | -                                                                        |                                                                          |
| 10-6-2021                                                                | Soweto                                                                   | Sudafrica                                                                | 3 – 2                                                                    | Uganda                                                                   | Amichevole                                                               | -                                                                        |                                                                          |
| 24-9-2022                                                                | Johannesburg                                                             | Sudafrica                                                                | 4 – 0                                                                    | Sierra Leone                                                             | Amichevole                                                               | -                                                                        |                                                                          |
| 29-3-2023                                                                | Monrovia                                                                 | Liberia                                                                  | 1 – 2                                                                    | Sudafrica                                                                | Qual. Coppa d'Africa 2023                                                | -                                                                        |                                                                          |
| 17-6-2023                                                                | Durban                                                                   | Sudafrica                                                                | 2 – 1                                                                    | Marocco                                                                  | Qual. Coppa d'Africa 2023                                                | -                                                                        |                                                                          |
| Totale                                                                   |                                                                          | Presenze                                                                 | 13                                                                       |                                                                          | Reti                                                                     | 0                                                                        |                                                                          |

## Palmarès

### Club

#### Competizioni nazionali
- National First Division: 1

Thanda Royal Zulu: 2016-2017
- Coppa del Sudafrica: 2

Orlando Pirates: 2022-2023, 2023-2024
- MTN 8: 3

Orlando Pirates: 2020, 2022, 2023